# 莫諾吸血鬼
莫諾吸血鬼（英語：Mono Vampire），成立於2014年，由泰國莫諾集團旗下子公司莫諾29頻道出資組成，曾經參與東南亞職業籃球聯賽。

## 球隊歷史
莫諾吸血鬼成立於2014年，由泰國莫諾集團旗下子公司莫諾29頻道出資組成，成立首年在TBL於11隊中获得第3名。
在2015/16ABL球季，莫諾吸血鬼錄得3勝17敗的成績，而在2017年再奪得TBSL與TBA冠軍。
在泰國稱霸後，莫諾吸血鬼獲邀參與亞洲籃總冠軍盃，並在小組賽中排名第四，先在八強賽雖然敗給贝鲁特，不過在名次賽先擊敗台北達欣工程，之後第五名的名次賽負菲律賓球隊排第六。
再次獲邀參與亞洲籃總冠軍盃資格賽並在小組賽中排名第二，先在第一戰雖然敗給桃園璞園，不過在第二場先擊敗帕利塔，與桃園璞園晋级到9月25日的中國亞洲籃總冠軍盃
在2018/19ABL球季，莫諾吸血鬼錄得11勝15敗的成績，面對寶島夢想家第一戰83:80以及第二戰以70:68下演下剋上老八傳奇。
2020年3月30日，在東南亞職業籃球聯賽因COVID-19疫情無限期停賽後，莫諾吸血鬼宣布母公司為了因應疫情所帶來的經濟危機，裁減子公司非核心業務包含籃球隊在內的支出，籃球隊停止參加所有國內外賽事。

## 球隊場館
莫諾吸血鬼位於曼谷的主場Stadium 29，也成為2016年斯坦科維奇盃的主場館。场馆内设有包廂和大電視等设备。

## 球員名單

### 2018/19年賽季
注释：国旗表示球员在FIBA认证赛事中的国家队资格。球员可能拥有其它非FIBA国籍。

## 外部連結
- 莫諾體育娛樂 （页面存档备份，存于）